# Nový Telečkov
Nový Telečkov (německy Telecžkau, Neu Teletschkau) je obec v okrese Třebíč v Kraji Vysočina. Žije zde 96 obyvatel.
Sousedními obcemi sídla jsou Uhřínov, Baliny, Vlčatín, Oslavička a Horní Heřmanice.

## Geografie
Severně do zastavěného území obce vede z jihu silnice ze spojky mezi Vlčatínem a Batouchovicemi, západně z této silnice vede silnice do Horních Heřmanic, z nich pak severně vychází silnice, která vede těsně podél hranice obce. Východně ze zastavěného území obce pak vede užitková silnice kolem JZD, ta pak zaúsťuje u Oslavičky do silnice II/360. Z jihu na sever přes zastavěné území obce vede žlutá turistická stezka, západně ze zastavěného území obce vede polní cesta do Horních Heřmanic.
Většina území obce je využívána zemědělsky, vzhledem k tomu, že území obce se nachází ve vyšší nadmořské výšce, tak se občasně vyskytují remízky nebo izolované lesní plochy. Na severním okraji území obce se však vyskytuje zalesněný svah kopce Kopaniny a údolí blízkého nepojmenovaného potoka. Na východním okraji území obce se nachází dva velké areály JZD.
Na jižním okraji území obce pramení v Obecním rybníku Heřmanický potok, ten pak teče západně a pak severně přes zastavěné území obce Horní Heřmanice (které těsně přiléhá k hranicím Nového Telečkova) a pak dále na sever, kde tvoří západni hranice území obce, pak těsně za severním okrajem území obce ústí do Svatoslavského potoka. Těsně za východní hranicí obce se nachází Malý a Velký rybník, kde pramení nepojmenovaný přítok Heřmanického potoka. Těsně za jižní hranicí území obce pramení nepojmenovaný potok, který tvoří část východní hranice a pak teče severně přes území obce, následně teče západně a pak se po cca kilometru vlévá do Balinky.
Území obce se nachází ve vyšších nadmořských výškách, na severu v údolí Heřmanického potoka klesá území do cca 475 metrů nad mořem, jižně od zastavěného území obce dosahují pahorky téměř 600 metrů nad mořem. Západně od zastavěného území obce se nachází kopec Okulky (582 m), jižně pak je nepojmenovaný kopec s vysílačem, který dosahuje cca 587 metrů. Těsně za jižní hranicí území obce se nachází kopce s nadmořskou výškou 596 a 602 metrů, dále na východ pak kopec Telečkov (604 m), na severním okraji území obce se pak nachází kopec s kótou 522 metrů a těsně za severovýchodní hranicí území obce se nachází kopec Kopaniny (531 m). Na území obce se nachází mnoho izolovaných kamenů. 
Zastavěná část území obce se nachází téměř ve středu území obce, ale blíž k jižní hranici území obce, severně od zastavěného území obce se nachází samota, jižně se pak nachází samota, kde stojí i průmyslová hala. Východně od obce se nachází menší a větší areál někdejšího JZD.
Asi 1 km východně od zastavěného území obce se nachází rozhledna Rubačka, jižně od území obce se nachází hranice Přírodního parku Třebíčsko a cca 2 km severovýchodně od zastavěného území obce se nachází hranice Přírodního parku Balinské údolí.

## Historie
Nový Telečkov měl být založen ve 12. století, ale první písemná zmínka se hlásí k roku 1236 (falzum z 12. století), kdy byl zmíněn v listině markraběte Přemysla, kdy jej daroval oslavanskému klášteru. Roku 1496 proběhl soud mezi oslavanským klášterem a Janem z Lomnice, kdy ten držel Telečkov. Klášter však kolem roku 1525 zanikl a tak v roce 1540 dostal do zástavy Volfgang Krajíř z Krajku, roku 1557 pak zakoupil Telečkov Zikmund Heldt z Kementu a posléze jej získal Zdeněk Berka z Dubí a Lipého. Tím se stal Telečkov součástí velkomeziříčského panství a získal přívlastek "Nový", protože na panství už se jeden Telečkov nacházel.
Po smrti Zikmunda Heldta se jeho manželka vdala za Václava Berku z Dubé a Lipého, panství však zdědili jeho synové, prvním dědicem byl Zikmund, který zemřel v roce 1581, druhým byl pak Vladislav, který zemřel roku 1584 a neměl dědice a tak vymřel rod Heldtů z Kementu. V roce 1591 pak jejich sestra Zuzana si vzala Zdeňka Berku z Dubé a Lipého, se kterým se spolčila a on se tak stal majitelem velkomeziříčského panství. Posléze byl majitelem panství jeho bratr Ladislav Berka, který však byl vypovězen ze země a následně mu byl pouze vyplácen plat a panství bylo konfiskováno. Dalším správcem panství byl Jan Jětřich, když zemřel tak po sporech získala panství Anna Marie Khieslová z Kotsche, která však v roce 1649 panství prodala Rudolfu Kounicovi. Jeho syn Ferdinand pak prodal roku 1676 Petrovi Ugartovi. Roku 1742 zdědila panství Maria Eleonora z Quastally a Sabionetta, roku 1760 pak zdědily panství její sestry, nakonec získala panství Marie Eleonora a její manžel Karel Josef z Lichtenštejna. V roce 1837 pak získala panství dědictvím Leopoldina a její manžel Rudolf z Lobkowicz.
V roce 1832 byla v Novém Telečkově vysvěcena kaple. V roce 1848 se stal Nový Telečkov součástí obce Horní Heřmanice. V roce 1886 byla otevřena železniční trať mezi Studencem a Velkým Meziříčím. V roce 1908 nebo 1909 vyhořely domy na návsi v Novém Telečkově a musely být nově vystavěny.

## Obyvatelstvo
| Rok            | 1869 | 1880 | 1890 | 1900 | 1910 | 1921 | 1930 | 1950 | 1961 | 1970 | 1980 | 1991 | 2001 | 2011 | 2021 |
| -------------- | ---- | ---- | ---- | ---- | ---- | ---- | ---- | ---- | ---- | ---- | ---- | ---- | ---- | ---- | ---- |
| Počet obyvatel | 141  | 135  | 147  | 137  | 142  | 149  | 144  | 143  | 126  | 114  | 113  | 105  | 112  | 106  | 92   |
| Počet domů     | 23   | 23   | 23   | 23   | 28   | 23   | 24   | 30   | 25   | 25   | 24   | 30   | 30   | 32   | 31   |

## Obecní správa
Do roku 1849 patřil Nový Telečkov do velkomeziříčského panství, od roku 1850 patřil do okresu Jihlava, pak od roku 1855 do okresu Velké Meziříčí a od roku 1960 do okresu Třebíč. Mezi lety 1850 a 1924 patřil Nový Telečkov pod Horní Heřmanice a mezi lety 1980 a 1990 byla obec začleněna pod Rudíkov, následně se obec osamostatnila.

## Politika

### Volby do Poslanecké sněmovny
|       | 2006              | 2010              | 2013              | 2017              | 2021                 |
| ----- | ----------------- | ----------------- | ----------------- | ----------------- | -------------------- |
| 1.    | KDU-ČSL (39,28 %) | TOP 09 (20,0 %)   | KDU-ČSL (21,66 %) | ANO (21,53 %)     | SPOLU (21,12 %)      |
| 2.    | ČSSD (25,0 %)     | KDU-ČSL (16,92 %) | KSČM (20,0 %)     | KSČM (16,92 %)    | ANO (21,12 %)        |
| 3.    | ODS (21,42 %)     | ČSSD (15,38 %)    | ANO 2011 (15,0 %) | KDU-ČSL (15,38 %) | Piráti+STAN (18,3 %) |
| účast | 72,73 % (56 z 77) | 73,03 % (65 z 89) | 63,83 % (60 z 94) | 70,65 % (65 z 92) | 80,68 % (71 z 88)    |

### Volby do krajského zastupitelstva
|      | 1.                    | 2.                    | 3.                 | účast             |
| ---- | --------------------- | --------------------- | ------------------ | ----------------- |
| 2000 | 4KOALICE (93,75 %)    | SNK (6,25 %)          |                    | 22,36 % (17 z 76) |
| 2004 | KDU-ČSL (58,62 %)     | ODS (13,79 %)         | ČSSD (10,34 %)     | 38,66 % (29 z 75) |
| 2008 | KDU-ČSL (28,94 %)     | ČSSD (28,94 %)        | SNK ED (10,52 %)   | 46,34 % (38 z 82) |
| 2012 | KSČM (21,21 %)        | KDU-ČSL (21,21 %)     | ČSSD (12,12 %)     | 39,13 % (36 z 92) |
| 2016 | KSČM (23,33 %)        | KDU-ČSL (20 %)        | ANO 2011 (16,66 %) | 34,44 % (31 z 90) |
| 2020 | STAN+SNK ED (23,07 %) | Piráti (15,38 %)      | KDU-ČSL (11,53 %)  | 28,89 % (26 z 90) |
| 2024 | ANO (36,36 %)         | STAN+SNK ED (24,24 %) | SOCDEM (12,12 %)   | 37,93 % (33 z 87) |

### Prezidentské volby
V prvním kole prezidentských voleb v roce 2013 první místo obsadil Miloš Zeman (23 hlasů), druhé místo obsadil Karel Schwarzenberg (13 hlasů) a třetí místo obsadil Jiří Dienstbier (9 hlasů). Volební účast byla 67,74 %, tj. 63 ze 93 oprávněných voličů. V druhém kole prezidentských voleb v roce 2013 první místo obsadil Miloš Zeman (49 hlasů) a druhé místo obsadil Karel Schwarzenberg (21 hlasů). Volební účast byla 75,27 %, tj. 70 ze 93 oprávněných voličů.
V prvním kole prezidentských voleb v roce 2018 první místo obsadil Miloš Zeman (32 hlasů), druhé místo obsadil Pavel Fischer (10 hlasů) a třetí místo obsadil Jiří Drahoš (10 hlasů). Volební účast byla 75,00 %, tj. 69 ze 92 oprávněných voličů. V druhém kole prezidentských voleb v roce 2018 první místo obsadil Miloš Zeman (46 hlasů) a druhé místo obsadil Jiří Drahoš (24 hlasů). Volební účast byla 76,92 %, tj. 70 ze 91 oprávněných voličů.
V prvním kole prezidentských voleb v roce 2023 první místo obsadil Andrej Babiš (22 hlasů), druhé místo obsadil Petr Pavel (14 hlasů) a třetí místo obsadil Jaroslav Bašta (11 hlasů). Volební účast byla 76,67 %, tj. 69 ze 90 oprávněných voličů. V druhém kole prezidentských voleb v roce 2023 první místo obsadil Petr Pavel (45 hlasů) a druhé místo obsadil Andrej Babiš (32 hlasů). Volební účast byla 84,62 %, tj. 77 ze 91 oprávněných voličů.

## Pamětihodnosti
- Kaple Panny Marie
- Železný kříž před kaplí
- Žulový památník nad obcí

## Osobnosti
- Jan Sojka (1863–?), kněz a novinář
- Ondřej Zmeškal (* 1991), bloger, nevidomý běžec